# Joseph Konrad von Schroffenberg
Joseph Konrad von Schroffenberg-Mös (Costanza, 3 febbraio 1743 – Berchtesgaden, 4 aprile 1803) è stato un vescovo cattolico tedesco, vescovo di Frisinga e di Ratisbona.

## Biografia
Schroffenberg studiò diritto nel 1770 entrando fra i Canonici Regolari di Sant'Agostino Confederati, diventando membro quindi del capitolo di Berchtesgaden. Nel 1780 venne nominato prevosto di Berchtesgaden. Nel 1789, alla morte di Maximilian Prokop von Toerring-Jettenbach, venne eletto vescovo di Frisinga e, nel 1790, vescovo di Ratisbona. Schroffenberg si interessò alquanto di politica e mantenne le proprie posizioni circa i vescovati pervenutigli sino alla secolarizzazione del suo potere temporale. Frisinga cadde il 27 novembre 1802 sotto la pressione delle truppe del Palatinato bavarese al comando di Johann Adam von Aretin che lo annessero alla Baviera, alleata di Napoleone. Schroffenberg dovette cedere il vescovato di Frisinga. Ratisbona venne secolarizzata nel 1803 ed elevata al rango di principato e venne posta sotto la protezione del Cancelliere della Confederazione del Reno, il cardinale Karl Theodor von Dalberg. Nel 1803 anche la prepositura di Berchtesgaden passò al granducato di Salisburgo.

## Genealogia episcopale e successione apostolica
La genealogia episcopale è:
- Vescovo Johannes Wolfgang von Bodman
- Vescovo Marquard Rudolf von Rodt
- Vescovo Alexander Sigmund von Pfalz-Neuburg
- Vescovo Johann Jakob von Mayer
- Vescovo Giuseppe Ignazio Filippo d'Assia-Darmstadt
- Arcivescovo Clemente Venceslao di Sassonia
- Vescovo Johann Nepomuk August Ungelter von Deisenhausen
- Vescovo Valentin Anton von Schneid
- Vescovo Joseph Konrad von Schroffenberg

La successione apostolica è:
- Vescovo Philipp Franz Wilderich Nepomuk von Walderdorf (1800)